# Burg Goldingen
Die Ordensburg Goldingen (lettisch Kuldīgas pils, lateinisch castrum Guldinge) ist eine abgegangene Ordensburg des Livländischen Ordens in der lettischen Stadt Kuldīga (deutschbaltisch Goldingen) im historischen Kurland. Sie war Sitz des Komturs von Goldingen und durch seine Funktion als Statthalter Kurlands das wichtigste Zentrum und Machtbasis des Ordens in der Region.
Von der Burg selbst sind keine oberirdischen Überreste erhalten. Auf dem ehemaligen Burggelände befinden sich heute noch die ehemalige Schlossmühle und ein Stadtpark.

## Geschichte

### Siedlung der Kuren
Bereits vor dem Eintreffen der deutschen Kreuzfahrer wurde die Region häufig von plündernden Wikingern heimgesucht, die mit ihren Drachenbooten über den Fluss Windau bis ins Landesinnere vorstießen. Als Folge errichteten die einheimischen Kuren mehrere Holzburgen entlang des Flusses – die größte davon, Veckuldīga, lag etwa 3 km nördlich der heutigen Burg und hatte bereits im 9. Jahrhundert eine zugehörige Siedlung von etwa 10 Hektar. Man geht davon aus, dass es sich hierbei um das Zentrum des alten Reiches Bandava und den Sitz des kurischen Königs Lamekin (Lammekinus rex) handelt.

### Ordenszeit
Am 28. Dezember 1230 schloss der päpstliche Botschafter Balduin von Alna mit den kurischen Stämmen einen Vertrag über die friedliche Annahme des Christentums. Er garantierte ihnen im Gegenzug Freiheit und Unabhängigkeit. Dies wollten der Bischof von Riga, der Schwertbrüderorden, sowie die Stadt Riga allerdings nicht akzeptieren; sie ließen die auf der Rückreise nach Rom befindlichen päpstlichen Delegierten festsetzen. Die Urkunde zur Bestätigung der Freiheit wurde den Kuren gestohlen, womit ihr Schutz erlosch. 1234 wurde dann Wilhelm von Modena, ein Unterstützer der Schwertbrüder, zum päpstlichen Legaten für das Baltikum ernannt.
Mit der Schlacht von Schaulen erfuhr der Schwertbrüderorden 1236 eine derart vernichtende Niederlage, dass er sich kurz vor dem Zusammenbruch befand. Die Kuren nutzten die Chance und eroberten ihre Territorien zurück. Erst 1242 gelang es dem Deutschen Orden, der 1237 die Reste der Schwertbrüder als Livländischer Orden inkorporierte, die verlorenen Gebiete zurückzuerobern. Dabei wurde auch die kurische Wallburg Veckuldīga zerstört.
In einem Dokument vom 19. April 1242 erlaubte Wilhelm von Modena dem Livländischen Orden die Errichtung einer Burg am Ufer der Windau. Laut der Reimchronik ließ der Livländische Landmeister Dietrich von Grüningen daraufhin zwischen 1242 und 1245 „burc Goldingen“ errichten. Die Lage war dabei strategisch äußerst günstig gewählt, so befand sie sich am Hochufer der Windau beim Wasserfall Windauer Rummel, einer Furt über die Windau, wo sich Land- und Wasserhandelswege kreuzten. Außerdem lag sie an einer wichtigen Militärstraße zwischen dem Gebiet des Deutschen Ordens in Preußen und seines livländischen Zweiges, die von Königsberg über Memel, Grobin, Durben, Goldingen und Tuckum nach Riga führte.
Anfänglich hieß die Burg Jesusburg, danach, nach dem kurischen Namen für den Ort, Burg Goldingen. Erstmals erwähnt wurde die Burg schließlich am 7. Februar 1245 in einem Dokument von Wilhelm von Modena.
Nach der Zerstörung der altem Kurenburg begannen sich allmählich Handwerker und Händler in der Nähe der steinernen Ordensburg niederzulassen. Die Zahl der ständigen Bewohner der Siedlung belief sich laut schriftlichen Quellen auf mehrere Hundert Personen.
Für 1252 wird in der Burg erstmals ein Ordenskomtur genannt. Von 1252 bis 1560 lassen sich 47 Komture nachzuweisen.
Am 4. April 1253 unterzeichneten Landmeister Eberhard von Sayn und Bischof Heinrich auf der Burg den sog. „kurischen Teilungsvertrag“, der das Land und dessen Bevölkerung zwischen dem Livländischen Orden und dem Bistum Kurland aufteilte.
Burg Goldingen spielte im 13. Jahrhundert eine essentielle Rolle bei der Unterwerfung lokaler Stämme sowie der Aufrechterhaltung der Kontrolle in der Region und war immer wieder Ausgangspunkt für Feldzüge gegen die Heiden. Mitte des 13. Jahrhunderts wird aber auch von einem Gegenangriff des litauischen Großfürsten Mingaudas auf die Burg berichtet, der jedoch abgewehrt werden konnte.
1290 wurde der Komtur zu Goldingen zum Stellvertreter des Landmeisters in der Region ernannt und in diesem Zuge alle in Kurland stationierten Ordensbrüder unterstellt. Goldingen wurde dadurch zu einer der bedeutendsten livländischen Komtureien, während sich die Burg selbst zum wichtigsten Wehr- und Verwaltungszentrum Kurlands wandelte. So wurde hier beispielsweise eine Pferde-Zucht für den Orden betrieben, wobei der Komtur selbst über 200 Schlachtrösser verfügte – lediglich der Landmarschall und der Ordensherr selbst besaßen ein vergleichbares Aufgebot. Diese hielten sich auf ihrer Durchreise oft in Goldingen auf und verfassten zahlreiche Dokumente.
Die Siedlung Goldingen wurde 1355 zur Stadt erhoben und übernahm das Rigaer Stadtrecht. 1368 wurde die Stadt in die Hanse aufgenommen.
Speziell im 14. Jahrhundert kam es immer wieder zu Raubzügen des Ordens gegen Litauen, meist mit Beteiligung der einheimischen Bevölkerung. So z. B. der Überfall des Vogtes von Grobin mit Unterstützung kurischer Hilfstruppen im Jahre 1369, 1370 der Feldzug des Landmarschalls (mit Truppen aus Kurland, Mitau und Kokenhusen), sowie der Angriff des Komturs von Goldingen im selben Jahr ebenfalls mit kurischer Unterstützung. 1375 griff der Vogt von Rositten cum 400 vernaculus et neophitis („mit 400 Einheimischen und Neugetauften“) die Ländereien des Fürsten von Polozk an.
Während des Litauischen Bürgerkriegs war auch Goldingen mit einem Aufgebot beteiligt, dessen Größe unterschiedlich überliefert ist. So beschrieb der Komtur von Goldingen dem Komtur von Memel, dass beim Einmarsch in Samogitien 1434 seine Armee aus 800 Mann Infanterie und Reitern bestand. Nach Angaben des Komturs von Ragnit zählte die Armee hingegen 1.000 Mann, bestehend aus 40 Reitern und dem Rest Fußsoldaten bzw. „Landvolk“. Ca. 5 % der Teilnehmer am Feldzug in Samogitien waren Deutsche, die restlichen 95 % waren einheimische Balten.
Während des Feldzugs erlitt die Armee von Goldingen große Verluste. So beklagte sich der Komtur, dass kein einziger Ritter, Ordensdiener, Vasall oder Bürger heimgekehrt sei; auch sei kein einziges Pferd, keine einzige Rüstung oder Kettenhemd zurückgekommen. Über die Überlebenden schrieb er: „Nur die Einheimischen kehren in 6er- oder 7er-Gruppen nach Hause zurück, aber selbst das sind wenige.“
Im Jahre 1451 bestand das Konvent von Goldingen nur aus 12 Ordensbrüdern (darunter der Komtur selbst), 3 Halbbrüdern und 2 Priestern. Dies lässt darauf schließen, dass das Reiter-Aufgebot des Ordens aus lediglich 15 Mann bestand. Geht man davon aus, dass die Anzahl der Reiter derer aus der Überlieferung von 1434 ähnelte, dann waren die restlichen 25 Reiter vermutlich Diener des Ordens, Vasallen oder Bürger (Deutsche und Nichtdeutsche).
Die Bedeutung des Komturs von Goldingen lässt sich z. B. durch eine Korrespondenz des livländischen Landmeisters Bernd von der Borch an den Hochmeister des Deutschen Ordens Martin Truchsess von Wetzhausen vom 18. Oktober 1480 belegen. Von der Borch beschrieb darin die Entsendung einer der einflussreichsten Personen Livlands (Komtur Gerhard von Mallinckrodt) an die Höfe verschiedener europäischer Herrscher (bis hin zu Kaiser Friedrich III.) um diese um finanzielle und militärische Hilfe zu ersuchen. Diese Mission kann als erfolgreich bewertet werden, da Friedrich III. die Gefahr aus Russland erkannte und Bernd von der Borch deshalb mit Stadt und Erzstift Riga belehnte.
1442 erlaubte der Landmeister Heinrich Vincke von Overberg den Ordensbrüdern der Burg in Goldingen zum Teil eigene Steuern einzutreiben; erst 1470 erreichten die Bürger die Abschaffung dieser Zusatzsteuer. Die Ordensbrüder ließen sich daraufhin etwas Neues einfallen, wogegen die Städter aufgrund ihrer Abhängigkeit von der Burg nichts ausrichten konnten. So mussten die Bürger z. B. ihr Mehl in der Wassermühle des Ordens mahlen lassen und dafür eine separate Steuer entrichten.
Zu Beginn des 15. Jahrhunderts wurde in Goldingen bei der Burg eine Brücke über die Windau errichtet, für die der Orden eine Nutzungsgebühr entrichten ließ. Am 1. Januar 1615 wurde ein Teil der Brücke vom Fluss weggerissen, am 20. März desselben Jahres fiel die restliche Brücke den Frühjahrsfluten zum Opfer; dabei wurde auch die Burg überflutet. Ganze 259 Jahre (bis 1874) sollte es dauern, bis Goldingen wieder eine Brücke erhielt.

### Herzogtum Kurland und Semgallen
Die Burg behielt ihre große militärische und politische Bedeutung (von allen Burgen in Kurland galt Goldingen als die am schwersten einzunehmende) bis zum Ende des Livländischen Ordensstaates im Jahre 1561. Der Orden gerit zu Beginn des Livländischen Krieges in große Not und verpfändete so die Burg 1560 an Polen-Litauen. Nach seiner Auflösung 1561 wurde Kurland von der Adelsrepublik Polen-Litauen als Herzogtum Kurland und Semgallen eingegliedert. Erster Herzog wurde der letzte Landmeister des Ordens in Livland, Gotthard Kettler. Dieser machte die Burg zu einer seiner Residenzen (in Kurland gab es zu dieser Zeit nur die Städte Hasenpoth, Goldingen und Windau), lebte hier von 1561 bis 1570 und verrichtete von hier aus seine Regierungsgeschäfte. Auch die erste Herzogsgruft befand sich auf Burg Goldingen.
1587 wurde Mitau (Jelgava) offiziell zur neuen Hauptstadt des Herzogtums erklärt und der Hofstaat verließ Goldingen.
Nach dem Tod des ersten Herzogs Gotthard Kettler im Jahre 1587 wurde das Herzogtum unter den Söhnen Friedrich und Wilhelm geteilt, was am 21. Mai 1596 (nach Volljährigkeit Wilhelms) im Vertrag von Hofzumberge zwischen den Brüdern bestätigt wurde. Dabei erhielt Friedrich Semgallen und Wilhelm Kurland. Goldingen wurde zum Residenzsitz von Kurland ernannt und blieb dies bis 1617.
Am 28. Oktober 1610 wurde auf Burg Goldingen Wilhelms Sohn Jakob Kettler geboren.
1615 erschütterte eine politische Krise das Land. Herzog Wilhelm bestand auf die absolute Herrschaft als Herzog, wohingegen die Stände und der Adel versuchten ihre erlangten Freiheiten zu erhalten oder gar auszubauen. Die Folge waren jahrelange Auseinandersetzungen zwischen Herzog und Adel. 1615 forderte Herzog Wilhelm – in Abwesenheit des sich im Ausland befindlichen Herzogs Friedrich – auf dem Landtag in Alt-Autz, diesen nach Mitau zu verlegen. Dies wurde letztlich auch durchgesetzt, jedoch führte dies zu Unruhen bei den Adligen. Um diese zu beenden, ließ Wilhelm die Anführer der adeligen Opposition – die sich bereits seit langem gegen die Autorität des Herzogs auflehnenden Brüder Magnus und Gotthard von Nolde – verhaften. Als sie sich widersetzten, wurden sie von Männern des Herzogs getötet.
Die Adligen beschwerten sich daraufhin beim Feudalherren des Herzogs – dem polnischen König. Dieser entsandte eine Sonderkommission zur Untersuchung des Falls. Am 4. April 1617 wurde Herzog Wilhelm auf dem kurländischen Landtag schließlich sein Herzogstitel entzogen und er wurde verbannt.
An seiner Stelle wurde sein Bruder Friedrich 1618 zum Herzog von Kurland gewählt. Er verabschiedete eine neue Verfassung für die Verwaltung des Herzogtums, die dem Adel deutlich mehr Rechte einräumte („Formula regiminis“). Herzog Friedrich konnte ohne die Zustimmung des Adels keine Entscheidungen mehr treffen, sodass das Herzogtum Kurland zu einer konstitutionellen Monarchie nach polnischem Vorbild wurde.
Nach dieser Wiedervereinigung des Herzogtums verlor Burg Goldingen abermals den Status als Residenzsitz an Mitau, wenngleich die Burg von den Herzögen auch künftig oft besucht wurde. So wird berichtet, dass 1626 das Gewölbe im Wohnzimmer der Herzogin Elisabeth Magdalena eingestürzt ist.
Die frisch vermählten Herzöge besuchten mit ihren ausländischen Frauen immer zuerst Burg Goldingen, erst dann reisten sie weiter nach Mitau. Dies war auch bei Jakob Kettler der Fall, der als Thronfolger seines kinderlosen Onkels Friedrich das Herzogtum Kurland und Semgallen erbte und mit seiner Frau Luise Charlotte von Brandenburg (Schwester des Großen Kurfürsten) seine Heimatstadt Goldingen besuchte.
Am 23. Oktober 1645 wurde das Paar eine Meile außerhalb der Stadt von zivilen Reiter- und Dragonerkompanien empfangen, gefolgt von 60 Kutschen mit hohen Adligen sowie den Jägern, Wachen und Pagen des Herzogs. In der Stadt wurden mehrere Triumphbögen aus Tannenholz errichtet, ein Weg durch die Stadt hinauf zur Burg war von Tannen gesäumt. Begleitet wurde der Zug von Salutschüssen und Musik. Eine ganze Woche lang fanden allerlei Veranstaltungen und Turniere statt, bei denen alle Bürger von Goldingen eingeladen waren.
Burg Goldingen erreichte während der Herrschaft Herzog Jakobs (1642–1682) seinen wirtschaftlichen Höhepunkt. Die Landwirtschaft erlebte einen bedeutenden Aufschwung, Salpeterfabriken und Ziegelbrennereien wurden errichtet, außerdem wurde der Schiffsbau forciert.
Im Zweiten Nordischen Krieg marschierten schwedische Truppen unter Missachtung der Neutralität des Herzogtums 1658 in Kurland ein, nahmen am 28. Oktober Herzog Jakob in Mitau gefangen und schickten ihn mit seiner Familie in die Verbannung. Im November 1658 belagerten die Schweden unter Marschall Robert Douglas schließlich Burg Goldingen. Im Dezember ergab sich die 200 Mann starke Garnison unter der Bedingung, dass die Burg nicht geplündert oder zerstört würde. Die Angreifer hielten sich jedoch nicht daran und plünderten die Burg trotzdem. Sie nahmen viele Wertsachen mit, darunter das Archiv, Pferde, Geschirr und Getreidevorräte und brachten diese nach Riga. 1659 konnte Polen-Litauen die Burg zwar zurückerobern, jedoch wurde sie dabei, ebenso wie die Stadt Goldingen, abermals geplündert.
Nach seiner Rückkehr aus der Gefangenschaft 1660 ließ Herzog Jakob die Burg wieder instand zu setzen und lebte dort einige Zeit mit seiner Familie. Dabei erfolgte auch die Transformation der mittelalterlichen Burg in ein herrschaftliches und zeitgemäßes, aber dennoch wehrhaftes Schloss. 1668 erfolgte eine völlige Sanierung des Nordflügels mit dem Anbringen von Seiden- und Wolltapeten; diese verblieben hier bis zu Beginn des Großen Nordischen Krieges und wurden dann nach Memel gebracht. Die Hauptumbauten fanden in den Jahren 1636, 1660 und 1668 statt. Ein Bericht des Schlossverwalters vom 10. Mai 1678 an den Herzog belegt, dass auch nach dem Hauptumbau weiter im Schloss renoviert wurde. So ist in dem Bericht die Rede von mehr als 50.000 Dachziegeln, 8.000 bis 10.000 Ziegeln und 10.000 Bodenfliesen, die verbaut werden sollen.
Friedrich Kasimir Kettler neigte, anders als sein Vater Jakob, zu viel Prunk und einer aufwändigen Hofhaltung. In Burg Goldingen ließ er den Großen Saal des Ordenskapitels in einen Ballsaal umgestalten und dabei vom Goldinger Maler Eichhorn an Wänden und Decke alle 44 im Auftrag des Herzogs gebauten Schiffe abbilden, außerdem ließ er Kachelöfen errichten. In der Stadt wurden Grünanlagen angelegt. Der Herzog selbst verbrachte jedes Jahr längere Zeit in Goldingen, um die Bepflanzung persönlich zu überwachen. Am längsten hielt er sich hier im Winter 1693 auf, als die Menagerie fertiggestellt wurde und im Sommer 1695, als im Schloss umfangreiche Renovierungsarbeiten durchgeführt wurden. Am 4. Mai 1693 ordnete der Herzog die Reparatur der durch die Flut beschädigten Brücken und Mauern von Schloss Goldingen an.
Die Besuche des Herzogs und seiner Familie verursachten dabei für die Einwohner von Goldingen hohe Kosten – sie mussten einen feierlichen Empfang und die Übergabe von Geschenken an den Herzog organisieren sowie sich um die Instandhaltung des Hofes kümmern.

### Unter schwedischer, polnischer und russischer Herrschaft
Während des Großen Nordischen Krieges befürchtete Herzog Jakobs vierter Sohn Ferdinand, der zu dieser Zeit die Regentschaft des Herzogtums stellvertretend für seinen unmündigen Neffen Friedrich Wilhelm Kettler übernahm, eine Plünderung des Schlosses und ließ deshalb im Juni 1701 18 Karren mit den wertvollsten Besitztümern der Burg beladen und nach Memel bringen. Als die Schweden kurz darauf tatsächlich in Goldingen einmarschierten, konnten sie nur mehr die verbliebenen Gegenstände plündern.
Bis 1707 war das Schloss von schwedischen Offizieren bewohnt. Im Januar 1702 hielt sich hier der schwedische König Karl XII. während seiner Reise nach Preußen für 10 Tage auf. Er musste allerdings in einem Gebäude außerhalb des Schlosses unterkommen, da seine Soldaten die Einrichtung des einst herrschaftlichen Anwesens innerhalb weniger Monate völlig geplündert oder zerstört hatten (der Burgwache gelang es lediglich, das vergoldete Ehebett der Herzöge vor den Schweden zu retten).
Während der Kriegswende in den Jahren 1708 bis 1709 wurde das Schloss schließlich von russischen Soldaten geplündert und offenbar so stark beschädigt, dass der größte Teil des Schlosses unbewohnbar wurde. 1711 ordnete die herzogliche Regierung an, die erhaltenen Gegenstände in einem verschlossenen Raum im dritten Stock gegenüber den herzoglichen Gemächern unterzubringen. Dabei wurde auch die letzte Bestandsaufnahme des Schlossinventars durchgeführt.
1717 kam es zu weiteren Plündereien, außerdem stürzte das Dach des Nordflügels ein.
1729 stürzte der ehemalige Konventssaal, der zur Zeit der Herzöge wegen der gemalten Abbildungen herzoglicher Schiffe „Schiffssaal“ genannt wurde, vollständig ein. Der letzte Gottesdienst in der kleinen Schlosskirche fand 1732 statt. 1735 stürzte auch ein bedeutender Teil des Schlosses ein. 1743 fiel die Außenmauer des Nordflügels zusammen.
1783 ordnete Oberhauptmann Gideon Heinrich von Saß den Abriss der Schlossruine an, so wurden ab 1794 erst die Ringmauer und 1807 die Mauer der Westseite abgetragen, wobei die Steine von den Einheimischen als Baumaterial verwendet wurden.
Im Jahr 1801 war Burg Goldingen bereits eine Ruine mit noch hochragendem Gemäuer.
Als Ernst Hennig 1809 seine „Geschichte der Stadt Goldingen“ mit einer Beschreibung der Burgruinen veröffentlichte, war nur ein größerer Teil der östlichen Vorderwand und ein Stück der Seitenwand an der Nordseite übrig.
Zu Beginn des 20. Jahrhunderts erreichten die Ruinen der Burgmauern noch eine Höhe von ca. 3,5 m. Nach der vollständigen Beseitigung ebendieser wurde das ehemalige Burggelände eingeebnet und ein Stadtpark angelegt sowie auf einem Hügel ein Pavillon errichtet.
Von den Kreuzgewölben des Innenhofs des Schlosses blieb nur ein Fragment in Form eines Raumes erhalten, den der Burgenforscher Bernhard Schmid 1921 erfasste und vermaß. Ebenjener Raum liegt direkt unter dem o. g. Hügel mit Pavillon. Im 19. Jahrhundert war der Zugang von außen durch eine Tür verschlossen. Ende des 20. Jahrhunderts wurde der Zugang fast vollständig zugeschüttet; nur ein kleines Loch blieb offen.
Neben diesem geringen Überbleibsel der Burg haben sich auf dem Burggelände bis heute nur die Burgmühle und das Torwachhaus erhalten.
Die Mühle soll ursprünglich, wie die Burg selbst, aus dem 13. Jahrhundert stammen, wurde aber in den folgenden Jahrhunderten mehrfach neu- oder umgebaut und anderen Nutzungen zugeführt, so wurde dort z. B. unter Herzog Jakob Schießpulver hergestellt.
Die heutige Mühle wurde 1805 bzw. 1807 auf den Fundamenten des nördlichen Festungsturms der Ordensburg errichtet und 1820 für die Produktion von Papier umgebaut, das in Goldingen noch bis 1838 hergestellt wurde. Zum Betrieb der Mühle wurde der Bach Alekšupīte kurz vor seiner Einmündung in die Windau zu einem Mühlenteich aufgestaut. Das überlaufende Wasser gelangte dann über einen 4,15 m hohen und 8 m breiten natürlichen Wasserfall (dem höchsten Wasserfall Lettlands) in die Windau. Zum besseren Betrieb der Papierfabrik wurde der Wasserfall im 17. Jahrhundert verstärkt und ausgebaut.